# Edith Hancke
Edith Hancke (Berlin, 14 octobre 1928 - 4 juin 2015) est une actrice allemande. 

## Filmographie

### Cinéma
- 1949 : Der Biberpelz
- 1955 : Les Rats
- 1959 : Cour martiale
- 1959 : Peter décroche la timbale
- 1961 : Die Ehe des Herrn Mississippi
- 1963 : Frühstück im Doppelbett
- 1965 : Les Aigles noirs de Santa Fé
- 1967 : Le Grand Bonheur
- 1968 : Paradies der flotten Sünder
- 1968 : Otto a un faible pour les femmes
- 1969 : Heintje – Ein Herz geht auf Reisen